# Lapela
Lapela é uma povoação portuguesa do Município de Monção que foi sede da extinta Freguesia de Lapela, freguesia que tinha 1,56 km² de área e 223 habitantes (2011), e, por isso, uma densidade populacional de 142,9 h/km². 
A Freguesia de Lapela foi extinta devida a uma reorganização administrativa a nível nacional levada a cabo em 2013,, tendo sido agregada à freguesia de Troporiz e criada a nova freguesia denominada União de Freguesias de Troporiz e Lapela.

## População
| População da freguesia de Lapela | População da freguesia de Lapela | População da freguesia de Lapela | População da freguesia de Lapela | População da freguesia de Lapela | População da freguesia de Lapela | População da freguesia de Lapela | População da freguesia de Lapela | População da freguesia de Lapela | População da freguesia de Lapela | População da freguesia de Lapela | População da freguesia de Lapela | População da freguesia de Lapela | População da freguesia de Lapela | População da freguesia de Lapela |
| -------------------------------- | -------------------------------- | -------------------------------- | -------------------------------- | -------------------------------- | -------------------------------- | -------------------------------- | -------------------------------- | -------------------------------- | -------------------------------- | -------------------------------- | -------------------------------- | -------------------------------- | -------------------------------- | -------------------------------- |
| 1864                             | 1878                             | 1890                             | 1900                             | 1911                             | 1920                             | 1930                             | 1940                             | 1950                             | 1960                             | 1970                             | 1981                             | 1991                             | 2001                             | 2011                             |
| 235                              | 269                              | 308                              | 314                              | 423                              | 318                              | 362                              | 368                              | 343                              | 316                              | 231                              | 283                              | 303                              | 248                              | 223                              |

| Distribuição da População por Grupos Etários | Distribuição da População por Grupos Etários | Distribuição da População por Grupos Etários | Distribuição da População por Grupos Etários | Distribuição da População por Grupos Etários | Distribuição da População por Grupos Etários | Distribuição da População por Grupos Etários | Distribuição da População por Grupos Etários | Distribuição da População por Grupos Etários | Distribuição da População por Grupos Etários |
| -------------------------------------------- | -------------------------------------------- | -------------------------------------------- | -------------------------------------------- | -------------------------------------------- | -------------------------------------------- | -------------------------------------------- | -------------------------------------------- | -------------------------------------------- | -------------------------------------------- |
| Ano                                          | 0-14 Anos                                    | 15-24 Anos                                   | 25-64 Anos                                   | > 65 Anos                                    |                                              | 0-14 Anos                                    | 15-24 Anos                                   | 25-64 Anos                                   | > 65 Anos                                    |
| 2001                                         | 20                                           | 41                                           | 123                                          | 64                                           |                                              | 8,1%                                         | 16,5%                                        | 49,6%                                        | 25,8%                                        |
| 2011                                         | 13                                           | 16                                           | 115                                          | 79                                           |                                              | 5,8%                                         | 7,2%                                         | 51,6%                                        | 35,4%                                        |

## Património
- Torre de Lapela de que foi seu fundador e primeiro Alcaide-Mor D. Lourenço Gonçalves de Abreu.